# Кокальо
Кока̀льо (на италиански: Coccaglio, на източноломбардски: Cocai, Кокай) е градче и община в Северна Италия, провинция Бреша, регион Ломбардия. Разположено е на 162 m надморска височина. Населението на общината е 8753 души (към 2013 г.).